# Крушельницька Тетяна Доріанівна
Тетяна Доріанівна Крушельницька (11 квітня 1946, Львів) — український фізик, доцент, кандидат фізико-математичних наук, громадсько-політична діячка, член Львівського обласного проводу об'єднання «За Україну!», заступник голови громадської організації «Львівська бесіда».

## Біографія
Народилася 11 квітня 1946 р. у Львові. У 1964 році закінчила Львівську середню школу № 8 і поступила на фізичний факультет Львівського національного університету імені Івана Франка, який закінчила 1969 р. за спеціальністю «Фізик-оптик». З жовтня 1969 р. почала працювати на кафедрі фізики Львівського політехнічного інституту (сьогодні Національний університет «Львівська політехніка»). Від 1976 до 1979 року навчалася в аспірантурі. Займала посаду інженера, згодом — асистента старшого викладача, з 1983 — доцента кафедри фізики. Від 2006 року працює доцентом кафедри інженерного матеріалознавства та прикладної фізики.

## Наукова діяльність
Наукові інтереси пов'язані з фізичними властивостями напівпровідників і діелектриків, зокрема сегнетоелектриків.

## Громадсько-політична діяльність
З 1989 року бере участь у громадсько-політичній діяльності, член Народного Руху України. З 1997 по 2002 — голова Львівського міського об'єднання НРУ. Депутат Львівської міської ради п'яти скликань (1990—2010). У березні 2006 року обрана депутатом Львівської міської ради за списком блоку «Наша Україна», заступник голови постійної депутатської комісії природокористування, охорони довкілля та благоустрою.

## Родина
Тетяна Крушельницька — дочка Лариси Крушельницької, онука Івана Крушельницького та Галі Левицької, правнучка Антона та Марії Крушельницьких і Льва Левицького. Дружина українського фізика-теоретика, члена-кореспондента Національної академії наук України Ігора Стасюка.

## Нагороди
Нагороджена орденом княгині Ольги 3-го ступеня (2008).